# Sandpäron
Sandpäron (Pyrus pyrifolia) är en art av päronsläktet i familjen rosväxter. Det kallas även nashipäron, japanskt päron, kinapäron, kinesiskt päron och oegentligt äppelpäron. Arten förekommer i Kina, Laos och Vietnam och odlas i Japan, Korea, Taiwan, USA och Kina.
Trädet är lövfällande och kan bli 5-12 m högt. Unga skott med samlingar av ulliga hår, hårlösa andra året. Mogna grenar blir rödbruna eller purpurbruna. Bladen blir 6,5-11 × 3,5-6 cm, avlångt äggrunda till äggrunda, uddspetsiga med rundad eller hjärtlik bas, senare kala. Bladkanter med framåtriktade tänder. Bladskaft 3-4,5 cm.
Blommorna sitter 6-9 tillsammans och är vita. Fodertänderna blir 4-5 mm och kronbladen 1,5-1,7 × 1,1-1,3 cm. Ståndarna är 18-21. Pistiller 4-5. Frukter 2,5-15 cm (eller mer) i diameter, runda, gula till bruna med vita porer. 
Tre varieteter erkänns:
- var. pyrifolia - frukterna är bruna, 2,5-3,5 cm i diameter. Centrala Kina.
- var. culta - det odlade sandpäronet. Har längre och bredare blad. Frukerna är äppelformade, gula eller bruna, till 15 cm i diameter (till 500 g), eller mer. De är saftiga, krispiga.
- var. stapfiana - frukterna är päronformade, till 6 cm.

Sandpäron används som äpplen eller päron, dvs äts råa eller skärs ner i sallader och efterrätter. Man kan också använda sandpäron i varmrätter då de inte blir mjuka och sönderkokta lika lätt som vanliga päron. Frukten håller ca 6 veckor efter skörd.
Arten domesticerades redan för ca 2000 år sedan i Kina och numera finns mer än 1000 namnsorter. I USA och Kina har sandpäronet på senare år används i förädling och har korsats med andra arter för att få fram frukter med högre kvalitet.
I Japan används fröplantor som ympunderlag till andra päronsorter.

## Synonymer
var. pyrifolia
- Ficus pyrifolia Burm.f.
- Pyrus arakiana Koidzumi
- Pyrus autumnalis Koidzumi
- Pyrus babauttiagi Koidzumi
- Pyrus communis var. autumnalis Siebold
- Pyrus cuneata Koidzumi
- Pyrus higoensis Koidzumi
- Pyrus incubacea Koidzumi
- Pyrus kiushiana Koidzumi
- Pyrus kleinhofiana Koidzumi
- Pyrus lasiogyna Koidzumi
- Pyrus montana Nakai nom. illeg.
- Pyrus nehiyamadonis Koidzumi
- Pyrus pyrifolia var. montana Nakai
- Pyrus saidaeana Koidzumi
- Pyrus serotina Rehder
- Pyrus sinensis Nakai
- Pyrus sohayakiensis Koidzumi
- Pyrus tajimensis Koidzumi
- Pyrus takuhokuensis Koidzumi
- Pyrus tambana Koidzumi
- Pyrus tobishimensis Koidzumi
- Pyrus togashiana Koidzumi
- Pyrus tsuchiyana Koidzumi
- Pyrus tungusiana Koidzumi

var. culta (Makino) Nakai 
- Pyrus communis Thunb. nom. illeg.
- Pyrus communis var. sinensis K.Koch
- Pyrus japonica hort. ex L.H.Bailey
- Pyrus montana var. rehderi Nakai
- Pyrus serotina var. culta (Makino) Rehder
- Pyrus sieboldii Carr
- Pyrus sinensis L.H.Bailey
- Pyrus sinensis var. culta Makino

var. stapfiana Rehder
- Pyrus pyrifolia f. stapfiana (Rehder) Rehder